# Glenn Plummer
Glenn Earl Plummer (ur. 18 sierpnia 1961 w Richmond) – amerykański aktor filmowy i telewizyjny.

## Życiorys
Urodził się w Richmond w stanie Kalifornia. Studiował aktorstwo w East Bay Center for Performing Arts i Contra Costa Performing Arts Center.
Karierę rozpoczął od udziału w telewizyjnym melodramacie kryminalnym NBC Dłonie obcego (Hands of a Stranger, 1987) z Armandem Assante i Beverly D’Angelo jako Willy Johnson, a także od gościnnego występu w serialach telewizyjnych, m.in.: CBS Piękna i Bestia (Beauty and the Beast, 1987), ABC China Beach (1988) jako Omar czy ABC Cop Rock (1990) jako Byron B. Stał się rozpoznawalny dzięki drugoplanowej roli czarnego członka gangu High Top w dramacie kryminalnym Dennisa Hoppera Barwy (Colors, 1988) z Robertem Duvallem i Seanem Pennem. W latach 1994–2007 występował jako Timmy Rawlins w serialu NBC Ostry dyżur (ER).
Wystąpił także w filmach: Dzielnica (South Central, 1992), Menace II Society (1993), Speed: Niebezpieczna szybkość (Speed, 1994), Dziwne dni (Strange Days, 1995), Showgirls (1995), Jezioro Salton (The Salton Sea, 2002), Pojutrze (The Day After Tomorrow, 2004) czy Piła II (Saw II, 2005).
Za występ w filmie The Corner (2000) zdobył w 2001 nagrodę Black Reel dla najlepszego aktora drugoplanowego. W 1992 był nominowany do Independent Spirit Award za drugoplanową rolę męską w filmie Pastime (1991).

## Życie prywatne
5 kwietnia 2000 ożenił się z DeMoniką Santiago-Plummer, eks-członkinią zespołu R&B The Good Girls. Mają dwójkę dzieci. W 2014 doszło do rozwodu.

## Filmografia

### filmy fabularne
- 1987: Kim jest ta dziewczyna? (Who’s That Girl) jako dzieciak Harlemu
- 1988: Barwy (Colors) jako High Top
- 1988: Rozkoszny domek (Funny Farm) jako Mickey
- 1991: Obroża (Wedlock) jako Teal („Morski”)
- 1991: Frankie i Johnny jako Peter
- 1992: Wstęp wzbroniony (Trespass) jako Luther
- 1992: Dzielnica (South Central) jako Bobby
- 1993: Menace II Society jako Pernell
- 1994: Speed: Niebezpieczna szybkość (Speed) jako Jaguar Owner
- 1995: Dziwne dni (Strange Days) jako Jeriko One
- 1995: Showgirls jako James Smith
- 1995: Rzeczy, które robisz w Denver, będąc martwym jako Baby Sinister
- 1996: Namiętności jako Ned Jackson
- 1996: Belfer jako pan Darrell Sherman
- 1997: Romans na jedną noc jako George
- 1997: Speed 2: Wyścig z czasem jako Maurice
- 1998: Czwartek jako Ice
- 1999: Siły szybkiego reagowania (Interceptors) jako Russell
- 2001: Deadly Rhapsody jako Roughneck
- 2001: Skok (Heist) jako Dipper
- 2002: Jezioro Salton (The Salton Sea) jako Bobby
- 2003: Pokerzyści (Shade) jako asystent
- 2004: Pojutrze (The Day After Tomorrow) jako Luther
- 2005: Piła II (Saw II) jako Jonas Singer
- 2008: The Longshots jako Winston
- 2009: Nastukani producenci jako oficer Ronnie Stixx
- 2011: Showgirls 2 (Showgirls 2: Penny’s from Heaven) jako James 'Jimmy' Smith

### seriale TV
- 1987: Piękna i Bestia (Beauty and the Beast) jako Curtis Jackson
- 1988: Prawnicy z Miasta Aniołów jako Lyle Torrey
- 1989: Prawnicy z Miasta Aniołów jako Lyle Torrey
- 1990: Sprawiedliwi jako Jake Burns
- 1993: Legendy Kung Fu jako Marie
- 1993: Bajer z Bel-Air jako Top Dog
- 1993: Życie jak sen (Dream On) jako Andre Wilson
- 1994-2007: Ostry dyżur (ER) jako Timmy Rawlins
- 2003: Martwa strefa (The Dead Zone) jako Jimmy D.
- 2004: Misja: Epidemia jako Cooly
- 2005: Kości jako Harold Overmeyer
- 2007: Dexter jako Jimmy
- 2008–2009: Synowie Anarchii jako szeryf Vic Trammel
- 2010: Dowody zbrodni jako A.C.
- 2012: Gliniarze z Southland jako Darrell Miller
- 2014: Skorpion jako agent Thomas Keeler
- 2014: Mroczne zagadki Los Angeles jako Joe Wyatt
- 2015: Battle Creek jako Clarence
- 2015: Prawo i porządek: sekcja specjalna jako Derek Thompson
- 2016: W garniturach jako Leonard Bailey
- 2018: Shameless – Niepokorni jako Jacob